# Льодова арена «Снігова королева»
Льодова арена «Снігова королева» — спортивна споруда у Луцьку, єдина крита ковзанка Волині.

## Історія
Відкрита у грудні 2007 року, як ковзанка під відкритим небом. У 2008 році льодовий майданчик було перебудована, він був накритий дахом.
У «Сніговій королеві» ХК «Луцьк» проводив свої домашні матчі під час участі в Західноукраїнській аматорській хокейній лізі.
27 лютого 2009 року на базі «Сніговової королеви» було відкрито відділення хокею з шайбою ДЮСШ №2 Луцької міської ради.
На Льодовій арені «Снігова королева» проводиться щорічний міжнародний турнір з хокею «Кубок Перемоги», дитячий міжнародний турнір «Соколята» пам'яті В'ячеслава Хурсенка та Кубок ДЮСШ №2.